# Batalha de Pultusk
A Batalha de Pultusk foi travada no dia 26 de dezembro de 1806, durante as Guerras Napoleônicas, perto da cidade de Pułtusk, na Polônia, entre 35.000 soldados russos com 128 canhões sob o comando de Bennigsen e 25.000 soldados franceses sob o comando do Marechal Lannes. Os russos resistiram aos ataques franceses e se retiraram no dia seguinte.

## Situação Estratégica
Depois de conquistar o Prússia no outono de 1806, Napoleão invadiu a Polônia para lutar contra o exército russo, que tinham se preparado para ajudar os prussianos até sua repentina derrota. Ao atravessar o rio Vistula, as corporações avançadas francesas conquistaram Varsóvia no dia 28 de novembro de 1806. 
O exército russo estava sob o comando perscrutador do Marechal de campo Mikhail Kamensky, porém ele era velho e não era mais tão firme. O Primeiro Exército Russo de 55.000 a 68.000 homens, comandado por Bennigsen retorceram do Vistula para o rio Ukra, a fim de se juntarem ao Segundo Exército, de aproximadamente 37.000, comandados por Buxhowden, que estava se aproximando vindo da Rússia e ainda a 15 dias de marcha do Primeiro Exército. Entretanto, ao perceber seu erro em permitir que os franceses atravessassem o Vistula, no início de dezembro, Kamensky avançou para tentar reconquistar aquela região. Os franceses cruzaram o rio Bug em Modlin 10 de dezembro para ordenar que recuassem e protegessem a faixa do rio Ukra.
Quando Napoleão foi informado disso, ele pensou que os russos estivessem recuando definitivamente. Ordenou que as forças sob o comando de Murat (a terceira corporação de Davout, sétima de Augereau, quinta de 
Lannes e a Primeira Cavalaria Reserva) para prosseguir em direção a Pultusk enquanto Ney, Bernadotte e Bessières (6ª, 1ª e 2ª Cavalaria Reserva respectivamente) faziam com os russos fossem para o leste e Soult's (4ª corporação) reunia as duas partes do exército.